# Javier Duarte de Ochoa
Javier Duarte de Ochoa, né le 19 septembre 1973 à Veracruz, est un avocat, économiste et homme politique mexicain. Il est gouverneur de l'État de Veracruz de 2010 à 2016. 

## Biographie
Élu député fédéral en 2009, il est élu gouverneur de Veracruz le 4 juillet 2010 et prend ses fonctions le 1er décembre suivant. Il démissionne le 12 octobre 2016 à la suite d'accusations de corruption. A cette même date, il disparait sans laisser de traces. Un mandat d'arrêt international a été lancé contre lui pour 193 chefs d'inculpation. Il est arrêté au Guatemala en avril 2017. Accusé de détournements de fonds, d'enrichissement illicite et de blanchiment d'argent, les sommes concernées se chiffreraient en centaines de millions de dollars. En 2018, il est condamné à 9 ans de prison, 58 890 pesos d'amende, à des frais supplémentaires en tant que dédommagement, et à la vente de ses 41 biens immobiliers acquis avec l'argent sale. Le 18 mai, cette peine est confirmée, à l'exception des dédommagements car le nouveau tribunal estime que l'argent dégagé par la revente des biens est suffisant pour couvrir les dommages. Il aura détourné, durant son passage à la tête de l'État, plus de 3 milliards de dollars